# 國立新港藝術高級中學
國立新港藝術高級中學（National Singang Senior High School of Arts,SGASH)，簡稱新港藝高、新藝高、藝高，為臺灣第一所國立藝術高中，位於嘉義縣新港鄉。

## 概要
2001年，教育部中部辦公室函請行政院核備籌設。2003年12月12日，成立國立新港藝術高級中學籌備處，由王延煌擔任籌備處主任。2006年9月招收第一屆學生共計205人，於國立嘉義大學林森校區上課。2008年3月8日，新港校區建築完工，由新港奉天宮媽祖擔任一日校長。
2016年3月15日，該校執行美感實驗計畫有成，教育部補助美感教室建置經費80萬元新臺幣，教育部美感教育示範學校之一。2016年6月11日，駐校劇團日竹劇團首齣音樂劇公演。2022年11月30日，新港藝術高中與國立臺南藝術大學簽訂合作關係夥伴協議書。2023年3月3日，結合數位科技元宇宙音樂會，辦理慈愛女子獎學金頒獎典禮。2023年3月12日，美國學校「Academy High & The High School of Saint Thomas More」12名師生入住新港藝術高中，進行兩天兩夜在地踏查與課程體驗，並與新港藝術高中簽署合作夥伴關係協議書。
2023年獲准設立「STEAM雙語實驗班」，以STEAM五大內涵(科學、科技、工程、藝術、數學)發展跨學科學習模組，在高中182學分中，規劃10學分雙語實驗課程：STEAM創意實作、VR未來元宇宙、STEAM科學繪圖、VR運動領航員、自然科學探究與實作課程A、音訊工程與音樂製作；113學年度賡續辦理。
2024年獲准設立「數位音樂科技實驗班」，以融合式音樂素養為核心，規劃8學分實驗課程：音樂製作、音訊工程、音樂策展、音像製作。

## 歷任校長
| 任別 | 任期                 | 姓名       | 異動原因                                                          |
| ---- | -------------------- | ---------- | ----------------------------------------------------------------- |
| 1    | 2006年－2010年       | 王延煌     | 轉任南投縣國立中興高級中學校長                                    |
| 2    | 2008年3月8日         | 媽祖林默娘 | 一日校長                                                          |
| 3    | 2010年－2018年       | 廖連喜     | 原任苗栗縣國立苗栗特殊教育學校校長 轉任台中市臺中市立啟明學校校長 |
| 4    | 2018年－2022年(退休) | 王崇懋     | 原任台南市國立後壁高級中學校長                                    |
| 5    | 2022年－現任         | 任以真     | 原任南投縣國立中興高級中學教師                                    |

## 外部連結
- 國立新港藝術高級中學 （页面存档备份，存于）